# Kanton Bustanico
Der Kanton Bustanico war bis 2015 ein französischer Wahlkreis im Arrondissement Corte, im Département Haute-Corse und in der Region Korsika. Sein Hauptort war Bustanico.
Der 24 Gemeinden umfassende Kanton war 276,06 km² groß und hatte 1569 Einwohner (Stand: 2012).

## Gemeinden
| Gemeinde                | Einwohner | Code postal | Code Insee |
| ----------------------- | --------- | ----------- | ---------- |
| Aiti                    | 24        | 20244       | 2B003      |
| Alando                  | 23        | 20250       | 2B005      |
| Altiani                 | 95        | 20270       | 2B012      |
| Alzi                    | 17        | 20240       | 2B013      |
| Bustanico               | 77        | 20250       | 2B045      |
| Cambia                  | 79        | 20244       | 2B051      |
| Carticasi               | 26        | 20244       | 2B068      |
| Castellare-di-Mercurio  | 25        | 20250       | 2B078      |
| Erbajolo                | 92        | 20250       | 2B105      |
| Érone                   | 8         | 20244       | 2B106      |
| Favalello               | 47        | 20250       | 2B110      |
| Focicchia               | 30        | 20250       | 2B116      |
| Giuncaggio              | 76        | 20251       | 2B126      |
| Lano                    | 21        | 20244       | 2B137      |
| Mazzola                 | 22        | 20250       | 2B157      |
| Pancheraccia            | 184       | 20251       | 2B201      |
| Piedicorte-di-Gaggio    | 127       | 20251       | 2B218      |
| Pietraserena            | 80        | 20251       | 2B226      |
| Rusio                   | 66        | 20244       | 2B264      |
| Sermano                 | 76        | 20250       | 2B275      |
| Sant’Andréa-di-Bozio    | 76        | 20250       | 2B292      |
| San-Lorenzo             | 106       | 20244       | 2B304      |
| Santa-Lucia-di-Mercurio | 69        | 20250       | 2B306      |
| Tralonca                | 64        | 20250       | 2B329      |